# Kentucky Derby 1892
Kentucky Derby 1892 var den artonde upplagan av Kentucky Derby. Löpet reds den 11 maj 1892 över 1,5 miles. Löpet vanns av Azra som reds av Alonzo Clayton och tränades av John H. Morris.
Förstapriset i löpet var 4 230 dollar. Endast tre hästar deltog i löpet.

## Resultat
| P | Häst       | Jockey         | Tränare        | Land | Tid     |
| - | ---------- | -------------- | -------------- | ---- | ------- |
| 1 | Azra       | Alonzo Clayton | John H. Morris | USA  | 2:41.50 |
| 2 | Huron      | Tommy Britton  |                | USA  |         |
| 3 | Phil Dwyer | Monk Overton   |                | USA  |         |